# Flaming Youth
"Flaming Youth" är en låt av KISS från deras fjärde studioalbum, Destroyer (1976). Låten är skriven av Paul Stanley, Gene Simmons, Bob Ezrin och Ace Frehley och sjungs av Paul Stanley. "Flaming Youth" utgavs som andra singel den 30 april 1976 och tog sig till 74# på Billboard Hot 100 och 73# i Kanada.
"Flaming Youth" är en av många låtar som är gjord av en massa sammanslagningar av tidigare låtfragment. Enligt Simmons utvecklades låten när man tog en del idéer från en gammal demo kallad "Mad Dog" (som återfinns på The Box Set). Låttiteln "Flaming Youth" fick man från ett av banden som öppnade för KISS redan så tidigt som 1973. "Flaming Youth" fick även en sällsynt (vid denna tiden) låtskrivarhjälp av Ace Frehley. Dick Wagner spelade in en hel del av gitarriffen.
"Flaming Youth" spelades live i början på Destroyer Tour 1976, bland annat under Europaturnén då KISS fortfarande använde sina Alive-kostymer.